# North Barakpur
North Barakpur (bengalisch উত্তর ব্যারাকপুর, Uttar Byārākpur)  ist eine Stadt im indischen Bundesstaat Westbengalen mit rund 132.000 Einwohnern (Volkszählung 2011). Sie liegt im Distrikt Uttar 24 Pargana und ist Teil der Agglomeration Kolkata.

## Bevölkerung
Der Anstieg der städtischen Bevölkerungszahlen beruht im Wesentlichen auf der Zuwanderung von Familien aus ländlichen Regionen.
| Jahr      | 1991    | 2001    | 2011    |
| Einwohner | 100.606 | 123.668 | 132.806 |

North Barakpur hat ein Geschlechterverhältnis von 984 Frauen pro 1000 Männer und damit einen für Indien häufigen Männerüberschuss. Die Stadt hatte 2011 eine Alphabetisierungsrate von 93,90 % (Männer: 95,87 %, Frauen: 91,91 %).  Die Alphabetisierung liegt damit weit über dem nationalen Durchschnitt und dem von Westbengalen. Knapp 94,9 % der Bevölkerung sind Hindus, ca. 4,3 % sind Muslime, ca. 0,3 % sind Buddhisten, je ca. 0,2 % sind Christen bzw. Sikhs und ca. 0,2 % gaben keine Religionszugehörigkeit an oder praktizierten andere Religionen. 6,6 % der Bevölkerung sind Kinder unter 6 Jahre.

## Infrastruktur
Die Stadt hat zwei Bahnhöfe, die sie mit Kolkata und dem Rest Indiens verbinden.